# Alice's Monkey Business
Série Alice Comedies
Alice Charms the Fish
(1926) Alice in the Wooly West
(1926)
Pour plus de détails, voir Fiche technique et Distribution.
Alice's Monkey Business est un court métrage d'animation américain muet de la série Alice Comedies sorti en 1926.

## Synopsis
Alice et Julius sont partis faire un safari en Afrique et, lors d'une chasse, tombent sur la cour du roi Lion.

## Fiche technique
- Titre original : Alice's Monkey Business
- Série : Alice Comedies
- Réalisation : Walt Disney
- Animation : Ub Iwerks, Rollin Hamilton, Hugh Harman, Rudolf Ising
- Encrage et peinture : Ruth Disney, Irene Hamilton, Walker Harman
- Photographie : Rudolf Ising
- Production : Margaret J. Winkler
- Société de production : Disney Brothers Studios
- Société de distribution : FBO pour Margaret J. Winkler (1926)
- Budget : 1 661,88 $
- Pays :  États-Unis
- Format d'image : noir et blanc - 35 mm - 1,37:1 - muet
- Genre : animation et prises de vues réelles
- Durée : 7 minutes
- Dates de sortie : 
  - Version muette : 20 septembre 1926[1]
  - Version sonorisée : ?

Source : Walt in Wonderland

## Distribution
- Margie Gay : Alice

## Commentaires
Produit en février-mars 1926, le film a été livré le 20 avril 1926 et présenté en avant-première le 25 mars 1926 à l'Iris Theater de Los Angeles. Le copyright a été déposé le 28 septembre 1926 par R-C Pictures Corp.
Ce film reprend une partie du thème de Alice Hunting in Africa (1924).